# Hermann Friedrich Ulrichs
Hermann Friedrich Ulrichs (* 30. Juli 1809 in Bremen; † 3. Dezember 1865 in Vegesack) war Schiffsbaumeister und Werftbesitzer. Seine Schiffswerft gilt zusammen mit der Werft von Johann Lange als Vorläufer der 1893 gegründeten Werft Bremer Vulkan.

## Biografie
Ulrichs wurde als Sohn des Bremer Großkaufmanns Bartholomäus Ulrichs (1762–1839), Inhaber der Reederei Grovermann & Co und dessen Ehefrau Marie Elisabeth Achelis geboren. Der Philologe Prof. Heinrich Ulrichs war sein älterer Bruder. Er lernte in Dänemark das Schiffbauhandwerk und absolvierte danach eine praktische Ausbildung in USA. Er war 1848 bis 1852 und abermals 1855 bis 1865 Mitglied der Bremischen Bürgerschaft sowie 1858 bis 1862 Bauherr der Vegesacker Kirchengemeinde.

### Werft am Fährgrund

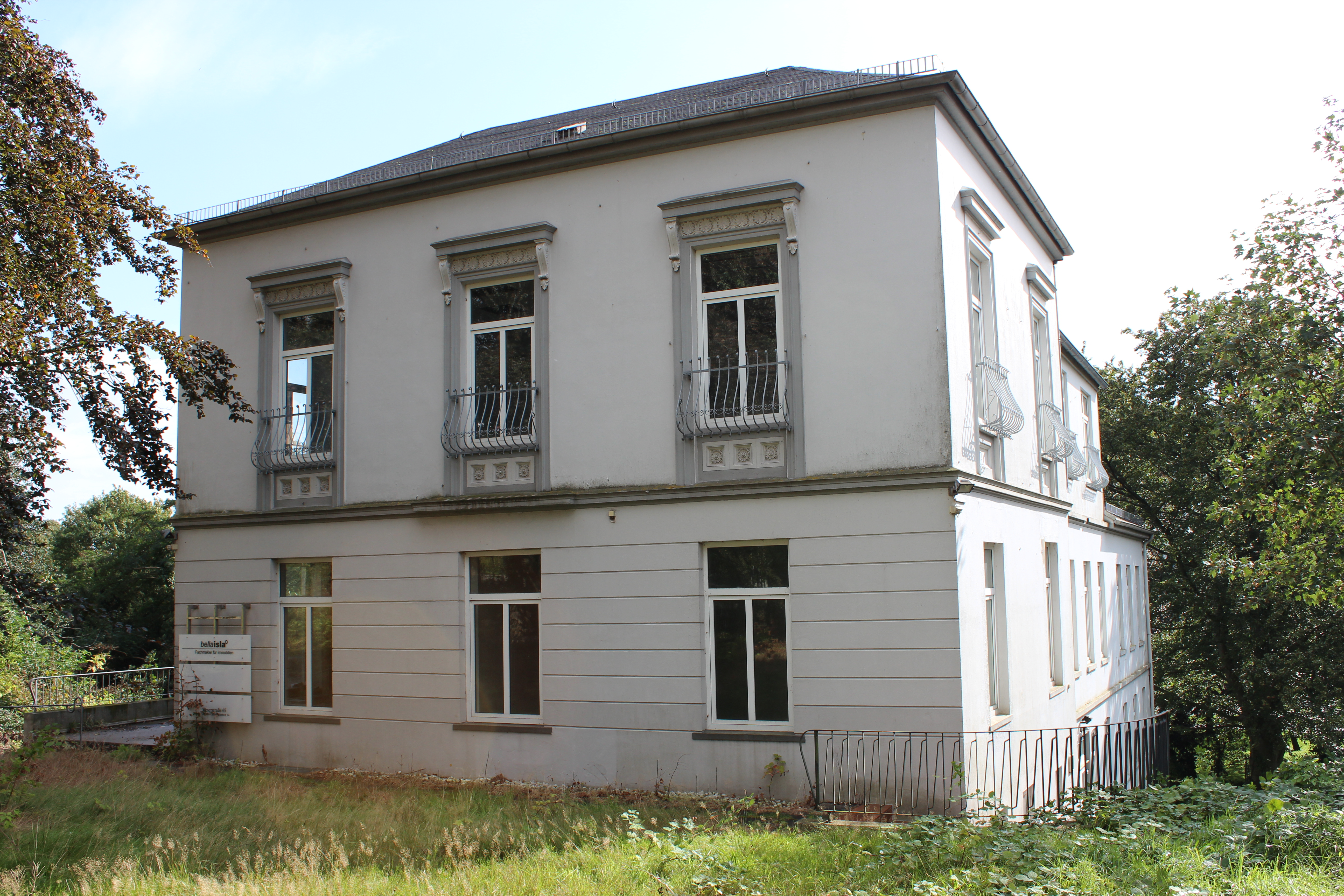
Ehemaliges Ulrichssches Wohnhaus in der Weserstraße, Zustand vor 2010

Im Alter von 29 Jahren beschloss er, eine eigene Werft zu gründen. Nachdem er in Bremerhaven damit gescheitert war, kaufte er 1838 am nordwestlichen Ende von Vegesack, dem sogenannten Fährgrund, ein kleines Stück Land direkt am Ufer der Weser. Da dieses Areal für eine moderne Werft zu klein war, erwarb er 1840 zusätzlich ein größeres Gelände in Fähr auf der hannoverschen Seite des Fährgrunds. So erhielt er die Möglichkeit, auch Schiffe für hannoversche Rechnung zu bauen. Damit besaß der kleine Ort Vegesack zu dieser Zeit drei Werften, nämlich die von Lange und Ulrichs, dazwischen die Werft von Peter Sager.

1840 baute Ulrichs neben dem Werftgelände an der Weserstraße 65 sein Wohnhaus, die spätere Nawatzki-Villa. Allein die alte Fassade wurde 2011 in das Neubau Projekt „UlrichsVilla“ integriert.
Ulrichs konzentrierte sich von Anfang an auf den Bau größere Schiffe, nach 1844 wurden fast ausschließlich Segler zwischen 200 und 400 Last gebaut. Die wichtigsten Auftraggeber waren die großen Bremer Reedereien wie die seines Vaters, die B. Grovermann & Comp., sowie J.W.F. Iken & Co., Konitzky & Thiermann und nicht zuletzt D. H. Wätjen und Co.
Als 1848 der Bremer Arnold Duckwitz als Reichsminister Admiral Brommy mit dem Aufbau einer Kriegsflotte beauftragte, wurde Ulrichs einer der Berater. Er erhielt bald darauf den Auftrag zum Bau zweier Ruder-Kanonenboote, zwei weitere wurden auf der Werft von Johann Lange gebaut.

### Werft in Bremerhaven
Nach dem Ausbau der Vegesacker Werft kam Ulrichs auf seine ursprüngliche Idee zurück, einen Werftbetrieb in Bremerhaven aufzubauen. Hier lockte vor allem das lukrative Reparaturgeschäft. 1842 wurde ihm und anderen Schiffsbaumeistern ein Gelände zugewiesen, das als Holzlagerplatz und für kleine Schiffszimmerarbeiten genutzt werden konnte. 1850 erhielt er ein größeres Gelände auf dem rechten Ufer der Geeste, der nun auch für Schiffsneubauten geeignet war. 1854 lief hier das erste Schiff vom Stapel und 1865 erfolgte die Inbetriebnahme eines Doppeltrockendocks, nachdem Ulrichs das bisher gepachtete Gelände 1862 käuflich erworben hatte.
Zu seinen Lebzeiten wurde auf seinen beiden Werften insgesamt 77 Schiffe gebaut. Detaillierte Listen aller Neubauten mit Schiffsbiographien und zahlreichen Abbildungen finden sich bei P.-M. Pawlik.

### Nachentwicklungen
Nach seinem Tod bemühte sich Ulrichs’ Witwe Gesine Helene, geborene Christoffers (1819–1890), die Werft im Familienbesitz zu halten. Die Söhne übernahmen die Werftleitung: Carl Ulrichs (1843–1883) in Vegesack und Hermann Ulrichs (1844–?) als technischer Direktor in Bremerhaven.

Ab 1871 begann Carl Ulrichs den Werftbetrieb in Vegesack auf Eisenschiffbau umzustellen. Die Firma wurde 1884 in die Aktiengesellschaft Bremer Schiffbaugesellschaft vormals H. F.Ulrichs (ab 1891 nur noch Bremer Schiffbaugesellschaft) umgewandelt. 1895 übernahm der Bremer Vulkan die Werft in Vegesack und Fähr.
 Der Bremerhavener Werftstandort wurde 1895 von der Seebeck-Werft von Georg Seebeck erworben.

### Ehrungen
- Die Straße Ulrichs Helgen im Vegesacker Ortsteil Fähr-Lobbendorf verläuft entlang der Mauer an der ehemaligen Vulkan-Werft.